# Samuraj – Zmierzch
Samuraj – Zmierzch (jap. たそがれ清兵衛 Tasogare seibei) – japoński film z 2002 roku w reżyserii Yōji Yamada, który opowiada historię biednego samuraja sprzedającego swój miecz, aby opłacić pochówek żony.
Film był nominowany do Oscara dla najlepszego filmu nieanglojęzycznego w 2003 roku.

## Obsada
- Hiroyuki Sanada – Seibei Iguchi
- Rie Miyazawa – Tomoe Iinuma
- Nenji Kobayashi – Choubei Kusaka
- Ren Ōsugi – Toyotarou Kouda
- Mitsuru Fukikoshi – Michinojo Iinuma
- Hiroshi Kanbe – Naota
- Miki Itô – Kayano Iguchi
- Erina Hashiguchi – Ito Iguchi
- Reiko Kusamura – matka Iguchi
- Min Tanaka – Zenemon Yogo
- Keiko Kishi – Ito
- Tetsurō Tamba – Tozaemon Iguchi

## Nagrody
Poza wieloma nominacjami, film zdobył następujące nagrody:
- Nagroda Japońskiej Akademii Filmowej (2003)
- Nagroda Błękitnej Wstęgi (2003)
- Hawaii International Film Festival (2003)
- Hochi Film Award (2002)
- Hong Kong Film Award (2004)
- Kinema Junpo Award (2003)
- Nagrody filmowe Mainichi (2003)
- Nagroda Nikkan Sports Film (2002)
- Udine Far East Film Festival (2004)